# NGC 2126
NGC 2126 je otvoreni skup u zviježđu Kočijašu. 

## Vanjske poveznice
- SEDS: NGC 2126